# Frankfurter Verlagsanstalt
Frankfurter Verlagsanstalt – niemieckie wydawnictwo literackie, założone w 1987 roku, którego dyrektorem od 1994 roku jest Joachim Unseld. Wcześniej istniały dwa wydawnictwa o takiej samej nazwie.

## Historia

### 1920–1938
W 1920 roku swoją działalność rozpoczęło wydawnictwo „Frankfurter Verlags-Anstalt AG”. Działało we Frankfurcie nad Menem (przy ulicy Grüneburgweg 98) i w Berlinie. Wydawnictwo zajmowało się głównie publikacją książek z dziedziny architektury, urbanistyki i rzemiosła artystycznego. W latach 1921–1936 wydano „Städel-Jahrbuch” Instytutu Sztuki „Städel” we Frankfurcie. W 1938 roku na mocy ustaw norymberskich wydawnictwo zostało zlikwidowane.

### 1951–1953: Kogon i Andersch
W 1951 roku powstało drugie wydawnictwo Frankfurter Verlagsanstalt, założone przez Eugena Kogona i Alfreda Anderscha. W zasadzie składało się ono na początku z połączonych zasobów sztokholmskiego wydawnictwa emigracyjnego Neuer Verlag. W ramach Zeszytów Frankfurckich (Frankfurter Hefte) wydawanych przez Kogona ukazały się m.in. dzieła Liona Feuchtwangera i Heinricha Manna. Przede wszystkim publikowano książki młodych pisarzy niemieckiej literatury powojennej. W ramach prowadzonej przez Anderscha specjalnej serii Abendstudio wydano serię książek Studio Frankfurt z pierwszymi publikacjami Ingeborg Bachmann (w 1953 roku ukazał się jej pierwszy tomik poezji Die gestundete Zeit), Heinricha Bölla, Arno Schmidta i Wolfganga Hildesheimera. Po wydaniu tuzina książek z tej serii z powodu braku funduszy publikację wstrzymano. Wkrótce potem wydawnictwo zakończyło swoją działalność.

### 1987–1994: Schöffling i Löffler
30 stycznia 1987 roku po raz trzeci założono wydawnictwo pod nazwą „Frankfurter Verlagsanstalt GmbH”. Założycielami byli Ida i Klaus Schöffling. Wydawnictwo publikowało przede wszystkim ambitne, literackie dzieła takich pisarzy jak Eva Demski, Reinhard Kaiser, Jan Koneffke, Klaus Modick, Jochen Schimmang, Burkhard Spinnen, Ror Wolf, Valery Larbaud i Sylvia Plath. W 1994 roku pojawiło się znów zagrożenie zlikwidowania wydawnictwa. Henner Löffler, cichy wspólnik i sponsor wydawnictwa w obliczu zagrożenia poniesienia strat bez konsultacji z autorami zmienił charakter spółki, co wywołało skandal. 8 listopada 1992 roku autorzy zgodnie rozwiązali współpracę z wydawnictwem. Oto wspólne oświadczenie autorów:
„30 października 1992 roku wydawnictwo Frankfurter Verlagsanstalt zostało ku zaskoczeniu nam autorom całkowicie przejęte przez jednego ze wspólników i dyrektora przedsiębiorstwa. Dyplomowany kupiec Henner Löffler jest od tej pory jedynym właścicielem wydawnictwa i jedyną osobą odpowiedzialną za pracę wydawnictwa. Z Klausem Schöfflingiem, Idą Schöffling i Ulrichem Sonnenbergiem odeszli wszyscy, którzy w ostatnich pięciu latach przyczynili się do tego, jak wyglądało Frankfurter Verlagsanstalt i co znaczyło dla nas autorów. A wydawnictwo było dla nas miejscem, gdzie panowała intelektualna i ludzka atmosfera, która zachęcała w szczególny sposób każdego z nas do literackiej pracy. To owocowało powstawaniem dzieł o wysokiej wartości merytorycznej, które wydawnictwo kompetentnie i z zaangażowaniem prezentowało. Poprzednie wydawnictwo Frankfurter Verlagsanstalt było literackim wydawnictwem, z którego nie chcielibyśmy rezygnować. W obliczu tego, czym było wydawnictwo Frankfurter Verlagsanstalt nie widzimy żadnej możliwości współpracy z całkowicie zmienionym, nowym zarządem wydawnictwa. Oświadczamy zatem jednogłośnie, że nie będziemy publikować naszych dzieł w wydawnictwie FVA-Frankfurter Verlagsanstalt-Henner Löffler GmbH istniejącym w obecnej formie.”
22 lutego 1993 roku Löffler poinformował o sprzedaży wydawnictwa FVA zuryskiemu wydawnictwu Haffmans Verlag. Wydawnictwo Haffmans prowadziło dalej sprzedaż, lecz nie wydawało żadnych nowych książek.

### Od 1994: Joachim Unseld
1 października 1994 roku wydawnictwo FVA przejął Joachim Unseld. Unseld po poróżnieniu się kilka lat wcześniej ze swym ojcem Siegfriedem Unseldem, wydawcą Suhrkamp, którego miał być pierwotnie następcą rozpoczął bez pisarzy i z niewielkimi prawami tworzenie FVA od nowa. Pierwszy program wydawniczy ukazał z okazji Frankfurckich Targów Książki w 1995 roku i zawierał on zbiór opowiadań Stadt mit Häusern debiutanta Ernst-Wilhelma Händlera oraz sześciotomowe dzieło Rora Wolfa. Od tamtej pory Unseld konsekwentnie wydawał literacki program wydawniczy. Od 1996 roku zamiast wydawania wiosennego programu zaczęto się skupiać na opublikowaniu jednej książki – Frühjahrsbuch. Pierwszą Frühjahrsbuch była powieść Die Zinkwanne autorstwa Margaret Mazzantini. W 1997 roku ukazały się debiutanckie książki, takie jak powieść „Das Blütenstaubzimme” autorstwa Zoë Jenny, która do dzisiaj została sprzedana w ponad 500.000 egzemplarzach i przetłumaczona na 27 języków. Następnie ukazały się również wyróżnione nagrodami pierwsze powieści Christopha Petersa (»Stadt, Land, Fluß«, 1999), Marion Poschmann (»Baden bei Gewitter«, 2002), Nory Bossong (»Gegend«,2006), Thomas von Steinäcker (»Wallner beginnt zu fliegen«, 2007), także aktualne debiuty Julii Wolf (»Alles ist jetzt«, 2015), Sandry Weihs (»Das grenzenlose Und«, 2016). W 2011 roku za powieść „Mein sanfter Zwilling” autorstwa Nino Haratischwili wydawnictwo FVA otrzymało nagrodę „Hotlist-Preis für das beste Buch des Jahres eines Independent-Verlags”. W 2015 roku Haratischwili otrzymała literacką nagrodę BDI za liczącą 1280 stron powieść „Das achte Leben.Für Brilka”. W 2016 roku Ulla Lenze za „Die endlose Stadt” otrzymała również tę nagrodę. FVA wydał cały dorobek twórczości Bodo Kirchhoffa, który w 2016 roku otrzymał renomowaną nagrodę „Deutschen Buchpreis für den besten Roman des Jahres 2016” za „Widerfahrnis”. Wydawnictwo FVA przykuło szczególnie uwagę poprzez zmianę twórców. Jonathan Meese, Thomas Ruff, Karin Kneffel i na końcu Neo Rauch przeprowadzili zmianę kompletnego literackiego programu wydawnictwa FVA.

## Priorytety i autorzy
Nowe FVA pod kierownictwem Unselda było małym, ale niezależnym finansowo wydawnictwem. Unseld:
„Jesienią 1995 roku przedstawiliśmy nasz pierwszy program. Od tego czasu zobowiązaliśmy się publikować niewielką ilość książek nowych, wybitnych pisarzy. Publikujemy książki o wysokiej wartości literackiej zdecydowanych, młodych pisarzy”.
Według Unselda dzieło literackie powinno poruszać czytelnika, powinno poruszać tematy realnego życia.
Do pisarzy współpracujących z wydawnictwem zaliczali się i zaliczają:
Alfred Andersch, Armando, Juan Bas, Mario Bellatin, Claire Beyer, Elisabeth Bishop, Silvio Blatter, Thilo Bock, Britta Boerdner, Nora Bossong, Geneviève Brisac, Elisabeth Bronfen, Hans Christoph Buch, Lasza Bughadze, Marc Buhl, Anthony Burgess, Javier Calvo, Mathieu Carrière, Ruth Cerha, Paule Constant, Laurence Cossé, Anthony Cronin, Antonio Delfini, Eva Demski, Nicolas Dickner, Marc Dugain, Lucía Etxebarria, Stuart Evers, Elaine Feinstein, Andrew Field, Mario Fortunato, Margaux Fragoso, Christian Frascella, Vilma Fuentes, Anna Galkina, Tristan Garcia, Dagoberto Gilb, Victoria Glendinning, Dieter M. Gräf, Bettina Gundermann, Günter Hack, Dorothée Haeseling, Joachim Hammann, Ernst-Wilhelm Händler, Nino Haratischwili, Selina Hastings, Christa Hein, Peter Henning, Kai Hensel, Klaus Hensel, Ted Hughes, Marc Höpfner, Zoë Jenny, Marcus Jensen, Marielouise Jurreit, Reinhard Kaiser, Otto Kallscheuer, Stephan Kaluza. Fee Katrin Kanzler, Matthias Karow, Tanja Kinkel, Bodo Kirchhoff, Olivia Kleinknecht, Jan Koneffke, Anna Korzaia-Samadaschwili, Menis Koumandareas, Chris Kraus, Sabine Kray, Rita Kuczynski, Helmut Kuhn, Heike Kühn, Shirin Kumm, Thomas Kunst, Nestan Kwinikadze, Pavel Lembersky, Ulla Lenze, José Lezama Lima, Irina Liebmann, Gert Loschütz, Marcel Maas, Luigi Malerba, Elsemarie Maletzke, Giorgio Manganelli, Otto Marchi, Mariello Marianelli, Thomas Martini, Julijana Matanovic, Margaret Mazzantini, Nikola Anne Mehlhorn, Tamta Melaszwili, Maka Mikeladze, Klaus Modick, Quim Monzó, Besnik Mustafaj, Alfred Neven DuMont, Nigel Nicolson, Klaus Nonnenmann, Guðmundur Óskarsson, Sergi Pàmies, Fernando del Paso, Christoph Peters, Richard Pietraß, Sylvia Plath, Marion Poschmann, Minka Pradelski, Angela Praesent, Jacques Presser, Yann Queffélec, Maya Rasker, Jörg Reckmann, Ana Maria del Rio, Isaac Rosa, Jochen Schimmang, Arno Schmidt, David Schönherr, Roberto Schopflocher, Annette Seemann, Steven Sherrill, Corinna T. Sievers, Isabel-Clara Simó, Hannah Simon, Edith Sitwell, Stefanie Sourlier, Volker Spierling, Burkhard Spinnen, Thomas von Steinaecker, Anne Stevenson, Thomas Strittmatter, Lawrence Sutin, Livia Veneziani Svevo, Géza Szőcs, Eka Tchilawa, Emma Tennant, David Thomson, Ekaterine Togonidze, Jean-Philippe Toussaint, David Trueba, Pablo Tusset, Ángela Vallvey, Guntram Vesper, Michael Wallner, Sandra Weihs, Thomas Weiss, Wolfgang Weyrauch, Julia Wolf, Ror Wolf, Leonard Woolf, Peter Zingler i Marcia Zuckermann.